# A Queda do Império Romano: a Explicação Militar
A queda do Império Romano: a explicação militar (no original em inglês The Fall of the Roman Empire: The Military Explanation) é uma obra do doutor em História Antiga, Arther Ferril, professor da Universidade de Washington (Seattle).

## Resenha
Na última década do século IV, o imperador romano, Teodósio, dominava um império maior que o de Augusto e chefiava um exército de muitas centenas de milhares de homens. Menos de oitenta anos depois, tanto o Império quanto o exército tinham sido exterminados. Como isso aconteceu?
Para o prof. Arther Ferril, a resposta deve ser buscada nas mudanças ocorridas no próprio exército romano, sobretudo sua "barbarização" (admissão maciça de bárbaros germânicos nas fileiras das legiões), que destruiu sua tradicional disciplina, e na adoção de um exército móvel, que enfatizou a cavalaria em detrimento da infantaria (o secular esteio bélico da força militar de Roma).
Como diz Ferril, os bárbaros que invadiram e destruíram o Império Romano do Ocidente não lutavam melhor nem estavam melhor equipados do que seus ancestrais, a quem os romanos venceram tantas vezes no passado. Eles não se tornaram mais fortes. Foi o exército romano que se tornou mais fraco.
A posição do professor Arthur Ferril vem sofrendo críticas recentemente: 1) A germanização do exército romano pode ter sido menos intensa que a levantada por Ferril 2) O soldado de origem imigrante era tão fiel quanto o originário de famílias nativas 3) A queda da disciplina do exército ocidental foi um fenômeno tardio secundário ao acúmulo de derrotas (especialmente para exército romano oriental em guerras civis) com exigência para centros de treinamento liberarem tropas insuficientemente preparadas e não porque se adotava comportamentos tribais (gritos, não usar armadura, abandonar fileiras sem ordem). 4) Recrutas germanos eram admitidos desde Julio Cesar , a diferença foi que paulatinamente se deixou que grupos de recrutas fossem mantidos com seus companheiros originais, seus líderes tribais originais e se cedeu território para eles , inclusive exercerem direito de cobrança de impostos in natura sobre os camponeses romanos locais. Em suma, o governo central de Ravena foi cedendo soberania a partir de 418. Ainda assim, a coisa poderia ter dado certo se Ravena fosse capaz de esmagar exércitos locais com forças próprias pagas com os recursos da África, mas esta foi perdida em 430. 5) Quanto a suposta ineficácia militar do sistema de defesa móvel, também há críticas. O sistema foi eficaz várias vezes, e adequado à nova realidade da economia imperial frágil e do baixo recrutamento, desde que limitâneos fizessem sua parte (abrigar e suprir as tropas móveis e negar suprimento aos inimigos) e que tanto limitanes os quanto comitatus tivessem números minimamente suficientes. Embora o inimigo interno fosse ainda o mais perigoso, os imigrantes germanos estavam com capacidade de apresentar números crescentes de gente armada, exatamente o oposto da tendência das tropas imperiais. Devido ao que Heather chamou de "terceira lei de Newton para os impérios", o contato com impérios , por vários mecanismos, catalisa mais desenvolvimento e mais migração a partir das áreas subdesenvolvidas exploradas. (Fontes: 1) Peter Heather in Barbarians and Empires 2) Thomas Burns in Barbarians within gates of Rome).